# Gruvolyckan i West Virginia 2010
Gruvolyckan i West Virginia 2010 inträffade den 5 april 2010 när en kolgruva exploderade i delstaten West Virginia i USA. I gruvan fanns 31 gruvarbetare: 29 personer omkom, och 2 personer överlevde. Gruvolyckan är den värsta i USA sedan 1970, då 38 personer omkom i en explosion i Hyden, Kentucky.